# Finlande aux Jeux olympiques d'été de 1964
La Finlande participe aux Jeux olympiques d'été de 1964 à Tokyo au Japon. 89 athlètes finlandais, 84 hommes et 5 femmes, ont participé à 64 compétitions dans 13 sports. Ils y ont obtenu cinq médailles : trois d'or et deux de bronze.

## Médailles
| Médaille | Discipline  | Épreuve                    | Athlète          | Performance | Date |
| -------- | ----------- | -------------------------- | ---------------- | ----------- | ---- |
| Or       | Athlétisme  | Lancer du javelot hommes   | Pauli Nevala     |             |      |
| Or       | Tir         | Pistolet à 50 m            | Väinö Markkanen  |             |      |
| Or       | Tir         | Pistolet feu rapide à 25 m | Pentti Linnosvuo |             |      |
| Bronze   | Boxe        | Poids welters              | Pertti Purhonen  |             |      |
| Bronze   | Gymnastique | Saut hommes                | Hannu Rantakari  |             |      |